# Khon-Ma
Khon-Ma, Stara Matka – w religii bön bogini ziemi, władczyni podziemnych duchów i demonów, strażniczka wrót ziemi i adresatka rytuału zagradzania drogi demonom. Przedstawiana jako dosiadająca barana kobieta o 80 zmarszczkach ze złotą pętlą.